# Метростроителей (станция метро, Харьков)
«Метрострои́телей» (укр. Метробудівників,  (слушать)о файле, с июля 2000 по 17 мая 2016 года — «Метростроителей имени Г. И. Ващенко») — станция Харьковского метрополитена, юго-западная конечная Алексеевской линии. Расположена рядом с пересечением улиц Георгия Тарасенко, Дмитрия Коцюбайло и Храмовой.

## История и описание
Станция колонного типа мелкого заложения. Является тупиковой станцией Алексеевской линии. Переход на станцию «Спортивная» Холодногорско-Заводской линии. Один из четырёх тупиков станции соединён однопутной ССВ со станцией «Проспект Гагарина» Холодногорско-Заводской линии. Эскалаторы ведут от платформы к подземному вестибюлю, расположенному над станцией, который соединён с выходом в город и с подземным переходом к станции «Спортивная». В торцах пассажирской платформы расположены служебные помещения: по І пути — линейный пункт, по ІІ пути — помещение ДСЦП.
Пущена в эксплуатацию 6 мая 1995 года под названием «Метростроителей».
В июле 2000 года станция была переименована в «Метростроителей им. Г. И. Ващенко». В апреле 2013 подана инициатива присвоения станции менее сложного названия — «имени Григория Ващенко». Однако в итоге упрощение было проведено в противоположную сторону: 17 мая 2016 года, в рамках второй волны декоммунизации Харьковского метро, станции было возвращено её старое название. Как перспективная обозначалась под условным названием «Плехановская», по улице на которую выполнены входы/выходы.

## Галерея

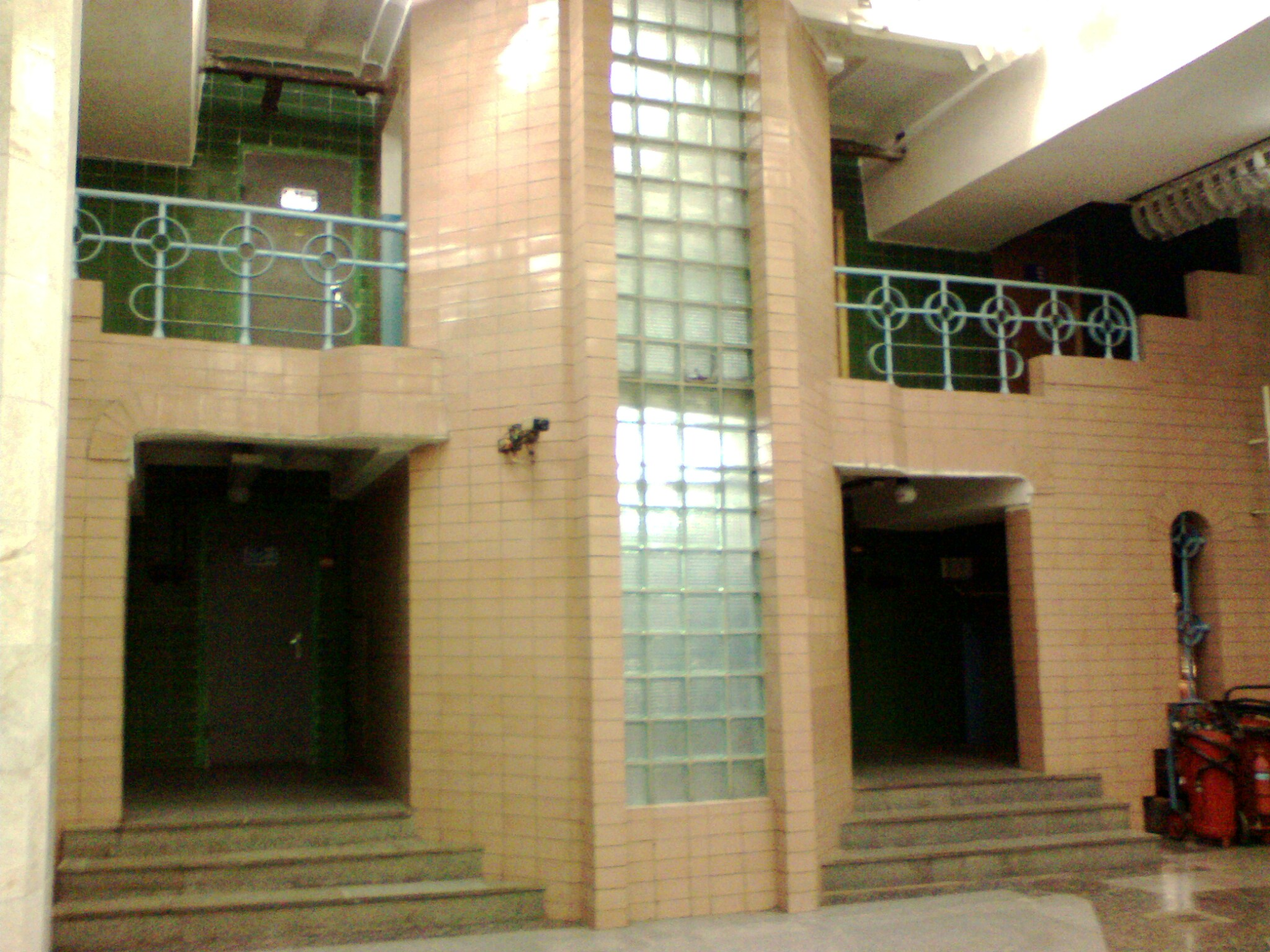
Служебные станционные помещения
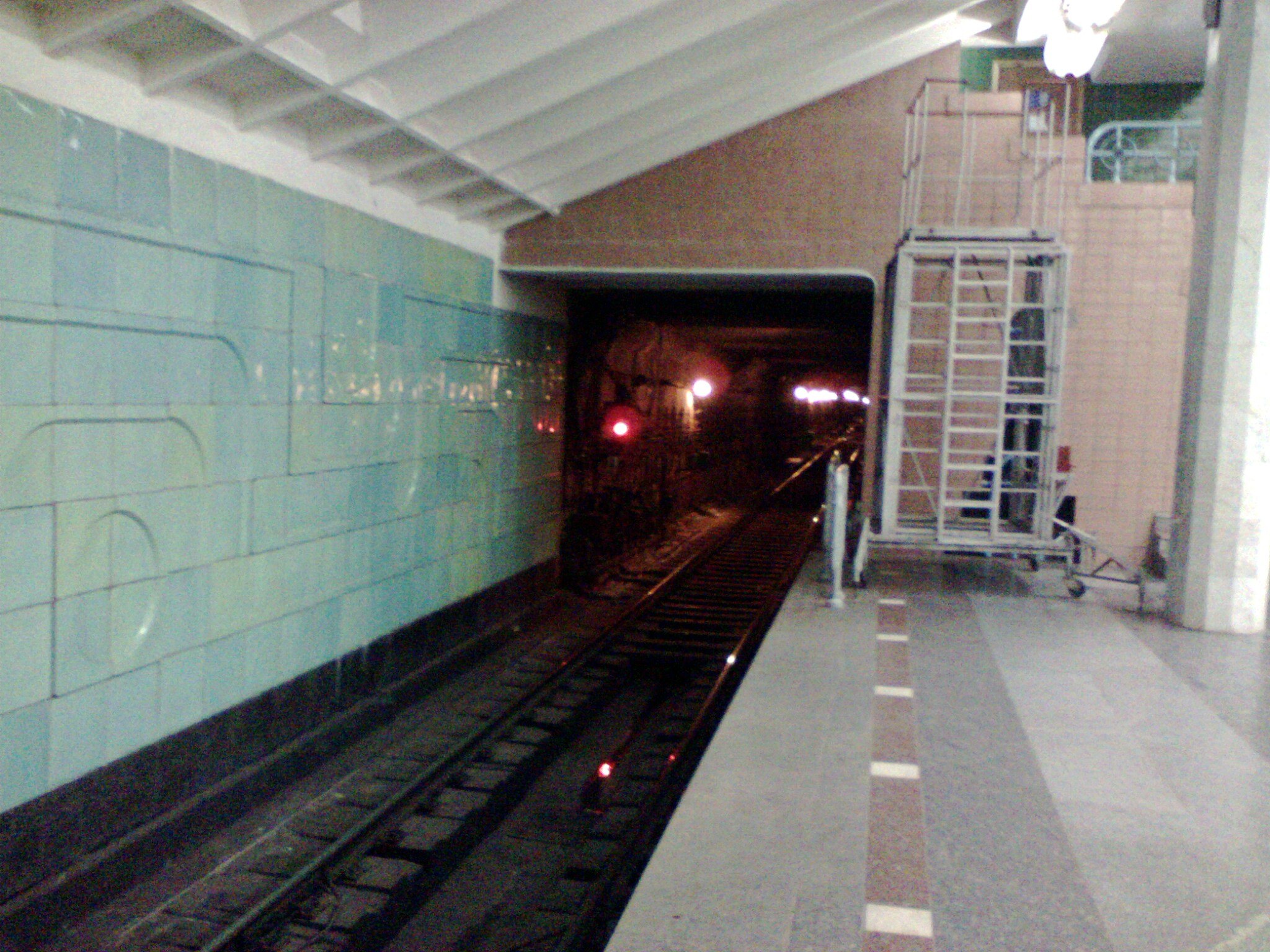
Туннель станции